# Brauthaus
Als Brauthaus werden Anbauten an verschiedenen kleineren norddeutschen Kirchen ab dem frühen 17. Jahrhundert bezeichnet. Meist handelt es sich um nachträgliche Anbauten an einer der Längsseiten der Kirche mit Zugang in das Kirchenschiff.
Als Grund für diesen Anbauten wird zum einen angegeben, dass dieser für die zivile Eheschließung des Brautpaares vor der Einsegnung in den Kirchenraum diente, zum anderen sollte durch diesen Nebeneingang die Braut zum Altar geführt werden, wo in kleinen Kirchen der Mittelgang zwischen den Bankreihen so eng war, dass zwei Personen nicht nebeneinander durchgehen konnten. In solchen Fällen wurden bei Beerdigungen durch das Brauthaus auch die Särge hinausgetragen.

## Beispiele von Kirchen mit „Brauthaus“

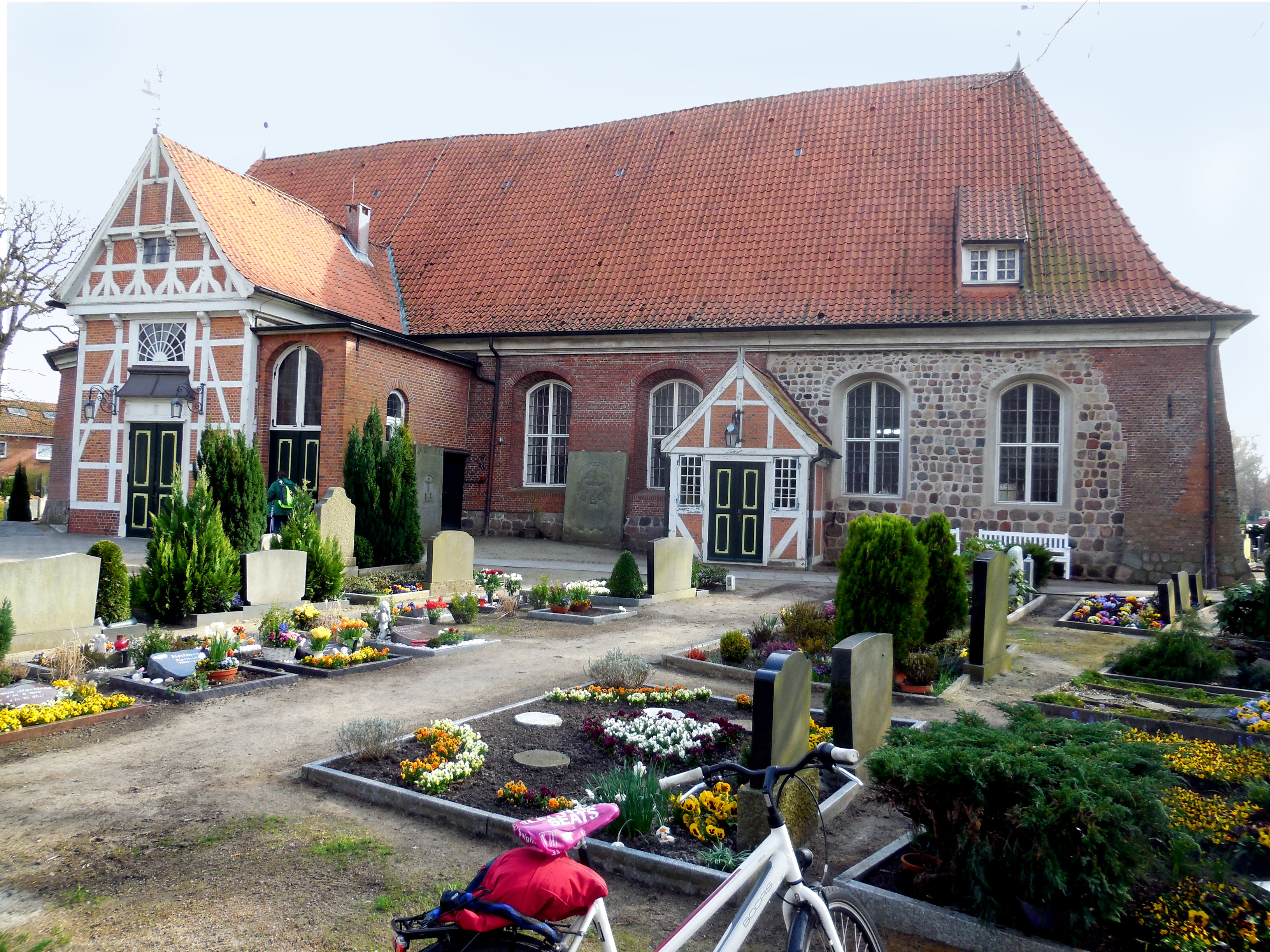
St. Severini (Hamburg-Kirchwerder) ab 1649 mit angebautem Brauthaus im Fachwerkhaus-Stil
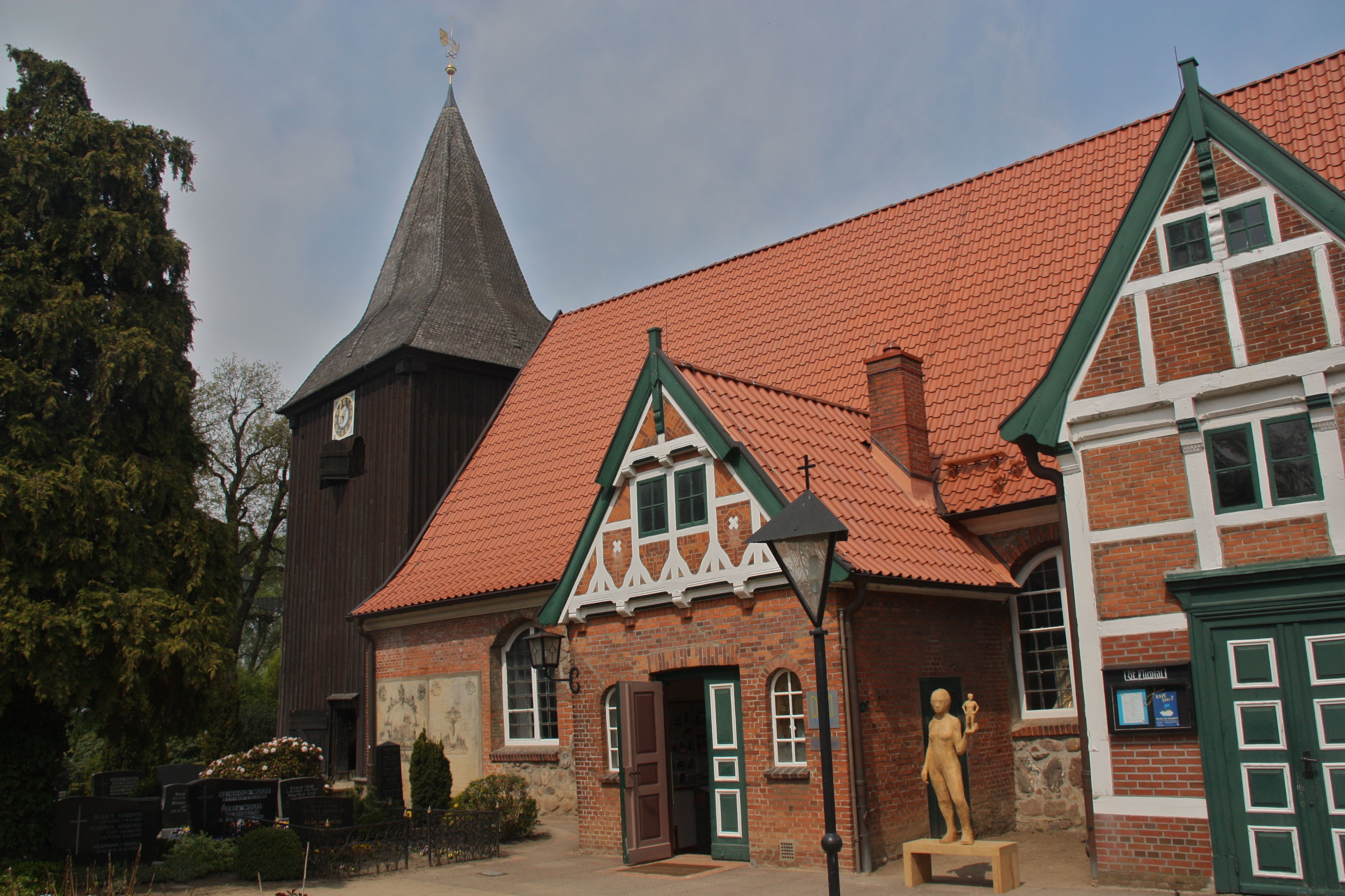
Kirche St. Nicolai (Hamburg-Altengamme) mit zwei Brauthäusern von 1637 und 1837
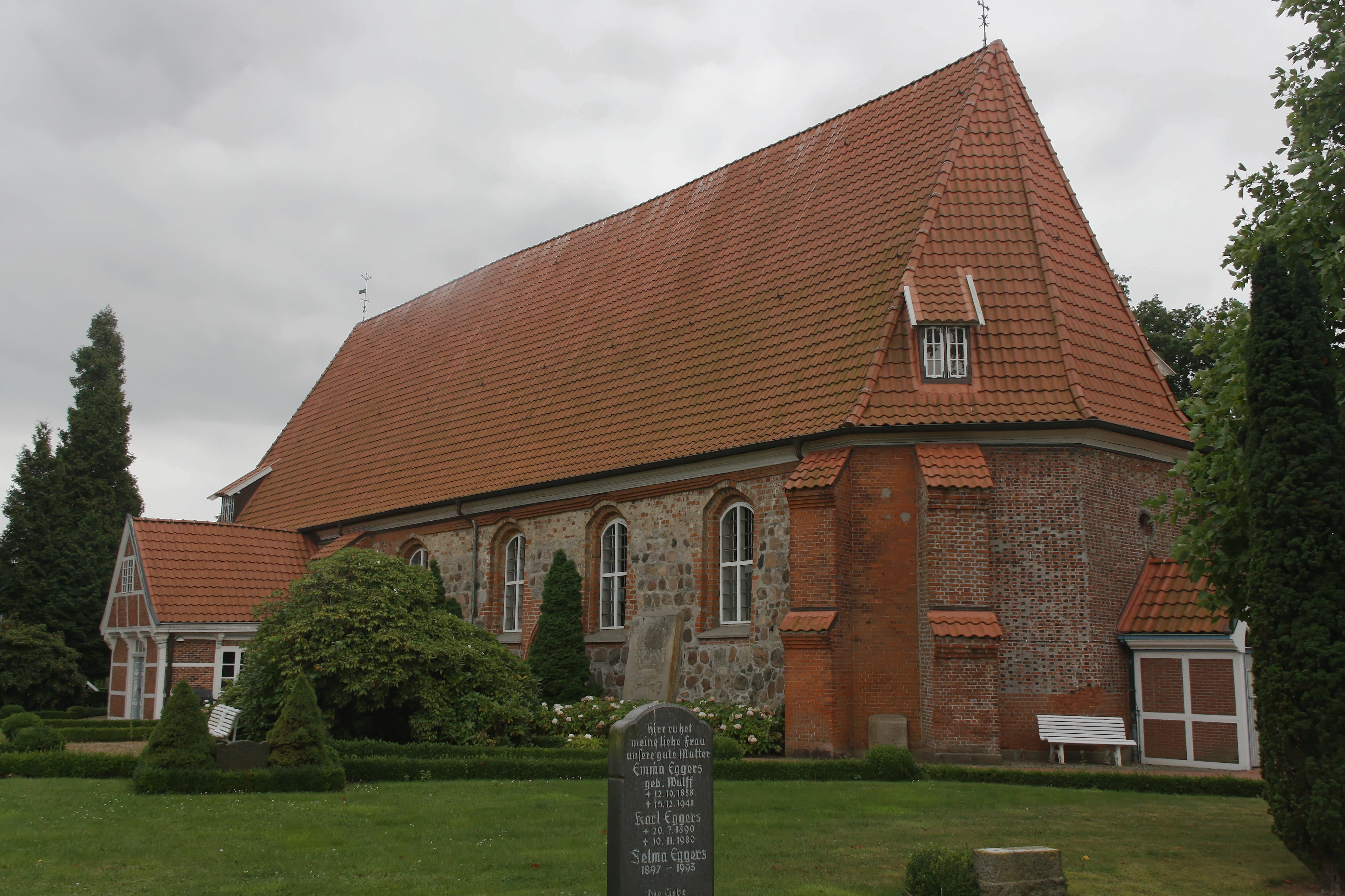
St. Johannis (Hamburg-Neuengamme)
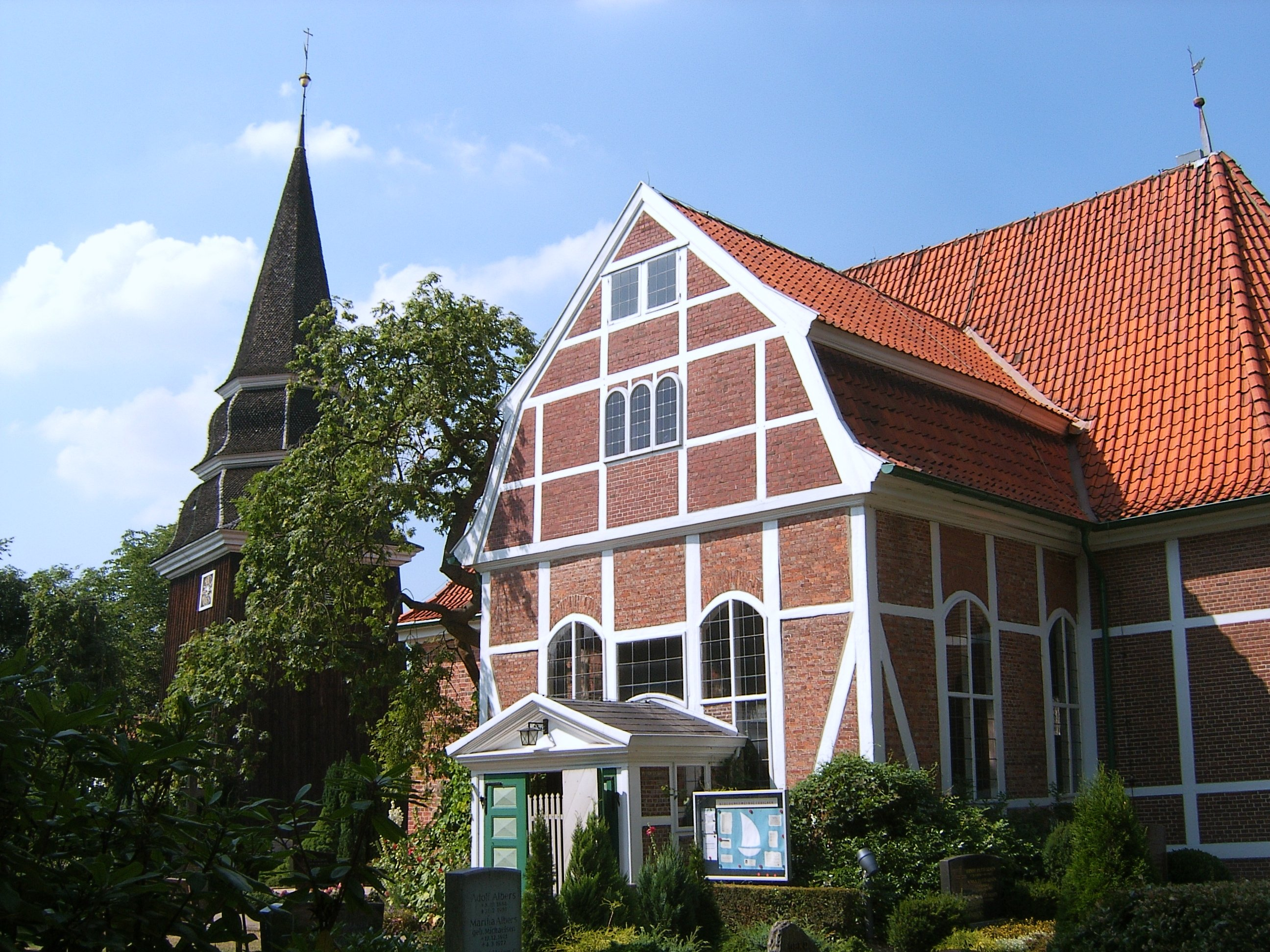
Brauthaus der Kirche St. Johannis (Curslack) von 1646